# Fanny Stollár
Fanny Stollár, auch Fanni Stollár (* 12. November 1998 in Budapest), ist eine ungarische Tennisspielerin.

## Karriere
Stollár spielte schon mit drei Jahren Tennis und bevorzugt Hartplätze, ihr Vater war ungarischer Meister im Doppel. Sie spielt bislang überwiegend Junioren- und ITF-Turniere. Stollár gewann auf dem ITF Women’s Circuit bislang zwei Einzel- und 15 Doppeltitel.
Mit 13 Jahren gewann sie 2011 die ungarische Meisterschaft der Damen. 2014 gewann sie zusammen mit ihrem polnischen Partner Kamil Majchrzak bei den Olympischen Jugend-Sommerspielen die Bronzemedaille im Mixed. Sie gewann 2015 den Doppeltitel des Juniorinnen-Wettbewerbs in Wimbledon. Das Finale gegen Tereza Mihalíková und Wera Lapko entschieden sie und ihre Landsfrau Dalma Gálfi mit 6:3 und 6:2 zu ihren Gunsten. Im Februar 2018 gewann sie in Budapest mit Georgina García Pérez ihren ersten Doppeltitel auf der WTA Tour.
Seit 2016 spielt sie für die ungarische Fed-Cup-Mannschaft (Bilanz Stand Juli 2022: 7:2).

## Turniersiege

### Einzel
| Nr. | Datum        | Turnier | Kategorie   | Belag | Finalgegnerin   | Ergebnis      |
| --- | ------------ | ------- | ----------- | ----- | --------------- | ------------- |
| 1.  | 30. Mai 2015 | Galați  | ITF $10.000 | Sand  | Georgia Crăciun | 2:6, 6:4, 7:5 |
| 2.  | 14. Mai 2023 | Orlando | ITF $25.000 | Sand  | Dalayna Hewitt  | 7:64, 6:2     |

### Doppel
| Nr. | Datum              | Turnier          | Kategorie         | Belag             | Partnerin              | Finalgegnerinnen                              | Ergebnis          |
| --- | ------------------ | ---------------- | ----------------- | ----------------- | ---------------------- | --------------------------------------------- | ----------------- |
| 1.  | 14. März 2015      | Gainesville      | ITF $10.000       | Sand              | Ingrid Neel            | Sofia Kenin Marie Norris                      | 6:3, 6:3          |
| 2.  | 21. März 2015      | Orlando          | ITF $10.000       | Sand              | Ingrid Neel            | Kateřina Kramperová Katerina Steward          | 6:3, 7:64         |
| 3.  | 19. Februar 2016   | Cuernavaca       | ITF $25.000       | Hartplatz         | Aleksandrina Najdenowa | Elizaveta Ianchuk Kateřina Kramperová         | 6:3, 6:2          |
| 4.  | 26. August 2016    | Bükfürdő         | ITF $25.000       | Sand              | Georgina García Pérez  | Dalma Gálfi Réka Luca Jani                    | 6:3, 7:64         |
| 5.  | 25. März 2017      | Mornington       | ITF $25.000       | Sand              | Priscilla Hon          | Jessica Moore Varatchaya Wongteanchai         | 6:1, 7:5          |
| 6.  | 25. Februar 2018   | Budapest (1)     | WTA International | Hartplatz (Halle) | Georgina García Pérez  | Kirsten Flipkens Johanna Larsson              | 4:6, 6:4, [10:3]  |
| 7.  | 10. März 2018      | Yokohama         | ITF $25.000       | Hartplatz         | Laura Robson           | Momoko Kobori Chihiro Muramatsu               | 5:7, 6:2 [10:4]   |
| 8.  | 16. März 2019      | Guadalajara      | WTA Challenger    | Hartplatz         | Maria Sanchez          | Cornelia Lister Renata Voráčová               | 7:5, 6:1          |
| 9.  | 26. Oktober 2019   | Székesfehérvár   | ITF W100          | Sand (Halle)      | Georgina García Pérez  | Nina Potočnik Nika Radišić                    | 6:1, 7:64         |
| 10. | 7. März 2020       | Potchefstroom    | ITF W25           | Hartplatz         | Samantha Murray Sharan | Berfu Cengiz Paige Hourigan                   | 6:1, 6:1          |
| 11. | 18. September 2020 | Grado            | ITF W25           | Sand              | Anna Bondár            | Federica Di Sarra Camilla Rosatello           | 7:5, 6:2          |
| 12. | 26. Juni 2021      | Charleston       | ITF W60           | Sand              | Aldila Sutjiadi        | Rasheeda McAdoo Peyton Stearns                | 6:0, 6:4          |
| 13. | 17. Juli 2021      | Budapest (2)     | WTA 250           | Sand              | Mihaela Buzărnescu     | Aliona Bolsova Tamara Korpatsch               | 6:4, 6:4          |
| 14. | 1. Juli 2022       | Palma del Río    | ITF W25+H         | Hartplatz         | Walerija Sawinych      | Celia Cerviño Ruiz Justina Mikulskytė         | 7:63, 6:2         |
| 15. | 4. Februar 2023    | Rome             | ITF W60           | Hartplatz (Halle) | Lulu Sun               | Mana Ayukawa Gabriela Knutson                 | 6:3, 6:0          |
| 16. | 4. März 2023       | Toronto          | ITF W25           | Hartplatz         | Ulrikke Eikeri         | Maya Joint Mia Yamakita                       | 7:66, 6:0         |
| 17. | 23. Juli 2023      | Budapest (3)     | WTA 250           | Sand              | Katarzyna Piter        | Jessie Aney Anna Sisková                      | 6:2, 4:6, [10:4]  |
| 18. | 4. Mai 2024        | Bonita Springs   | ITF W100          | Sand              | Lulu Sun               | Valentini Grammatikopoulou Walerija Strachowa | 6:4, 7:5          |
| 19. | 16. Juni 2024      | Valencia         | WTA Challenger    | Sand              | Katarzyna Piter        | Angelica Moratelli Renata Zarazúa             | 6:1, 4:6, [10:8]  |
| 20. | 20. Juli 2024      | Budapest (4)     | WTA 250           | Sand              | Katarzyna Piter        | Anna Danilina Irina Chromatschowa             | 6:3, 3:6, [10:3]  |
| 21. | 3. August 2024     | Gran Canaria     | ITF W100          | Sand              | Katarzyna Piter        | Angelica Moratelli Sabrina Santamaria         | 6:4, 6:2          |
| 22. | 6. September 2024  | Guadalajara      | WTA Challenger    | Hartplatz         | Katarzyna Piter        | Angelica Moratelli Sabrina Santamaria         | 6:4, 7:5          |
| 23. | 17. Mai 2025       | Paris            | WTA Challenger    | Sand              | Irina Chromatschowa    | Tereza Mihalíková Olivia Nicholls             | 4:6, 7:65, [10:5] |
| 24. | 14. Juni 2025      | ’s-Hertogenbosch | WTA 250           | Rasen             | Irina Chromatschowa    | Nicole Melichar-Martinez Ljudmila Samsonowa   | 7:5, 6:3          |

## Weltranglistenpositionen am Saisonende
| Jahr   | 2014 | 2015 | 2016 | 2017 | 2018 | 2019 | 2020 | 2021 | 2022 | 2023 | 2024 |
| ------ | ---- | ---- | ---- | ---- | ---- | ---- | ---- | ---- | ---- | ---- | ---- |
| Einzel | -    | 523  | 287  | 241  | 127  | 331  | 359  | 376  | 462  | 263  | 489  |
| Doppel | 756  | 412  | 317  | 169  | 82   | 88   | 95   | 122  | 291  | 148  | 72   |